# Olivier Smolders
Olivier Smolders es un cineasta y escritor nacido el 4 de enero de 1956 en Léopoldville, República del Congo. Es Licenciado en Filología Romana en la Universidad Católica de Lovaina (Bélgica), y de realización de Cine, Radio y televisión en la I.N.S.A.S (Escuela Superior de Cine de Bruselas). Es además, profesor en la I.N.S.A.S y la ISV y autor de varios ensayos sobre literatura y cine.

## Filmografía
- Neuvaine (Novena), 1984, Blanco/Negro, 16mm
- L'art d'aimer (El arte de amar), 1985, Color, 16mm
- Adoration (Adoración), 1987, Blanco/Negro, 35mm
- Point de fuite (Punto de fuga), 1987, Color, 35mm, (a partir de una novela de Marcel Mariën)
- Seuls (Solos), 1989, Blanco/Negro, 35mm, (retratos de niños en instituciones psiquiátricas)
- La philosophie dans le boudoir (La filosofía en el tocador), 1991, Blanco/Negro, 35mm
- Ravissement (Éxtasis), 1991, Blanco/Negro, 35mm
- Pensées et visions d'une tête coupée (Pensamiento y visiones de una cabeza cortada), 1991, Color/Banco y negro, 35mm
- L'amateur (El amateur), 1997, Blanco/Negro, 35mm
- Mort à Vignole (Muerte en Vignole), 1998, Blanco/Negro, 35mm
- Nuit noire (Noche negra), 2005, Largometraje, Color, HD & 35mm
- Voyage autour de ma chambre (Viaje alrededor de mi habitación), 2008, Color, HD & 35mm
- Petite Anatomie de l'image (Pequeña anatomía de la imagen), 2009, Color, HD & 35mm

## Publicaciones
- Cinéma parlant, dictionnaire d'idées-reçues sur le cinéma, 1988, Editions Le Daily-Bul, La Louvière
- Eloge de la pornographie, où l'on comprend enfin pourquoi la pornographie est un genre charmant, sympathique, parfaitement délicieux, 1993, Collection "De parti pris", Editions Yellow Now, Liège
- Fontanelle, 1994, co-édition Le Scarabée & Yellow Now, Liège
- Paul Nougé, A l'école de la ruse, 1995, biographie, collection "Archives du Futur", Editions Labor, Bruxelles
- 14 Adages d'Erasme, 1997, co-édition Le Scarabée & La Maison d'Érasme, Bruxelles
- Eraserhead de David Lynch, 1998, Editions Yellow Now, Liège
- Expérience de la bêtise, où l'on apprend à aimer les vessies autant que les lanternes, 2001, Editions Yellow Now, Liège
- La part de l'ombre, 2005, Les Impressions Nouvelles, Paris-Bruxelles
- Voyage autour de ma chambre, 2009, Les Impressions Nouvelles, Paris-Bruxelles
- De l'autre côté du tiroir , catalogue déraisonné pour une exposition, 2010, Le Scarabée/Le Vecteur/Yellow Now, 2010